# Protosciaena
Protosciaena is een geslacht van straalvinnige vissen uit de familie van ombervissen (Sciaenidae).

## Soorten
- Protosciaena trewavasae (Chao & Miller, 1975)
- Protosciaena bathytatos (Chao & Miller, 1975)